# Adriana Griner
Adriana Griner (Rio de Janeiro, 3 de agosto de 1962) é uma escritora brasileira.

## Biografia
Graduada em Comunicação Social pela Unicamp, morou também em Brasília e em Israel, onde trabalhou num kibutz. É professora de língua inglesa na ORT.
Foi a vencedora do Prêmio Paraná de Literatura de 2014 na categoria Contos, com seu primeiro livro, no início. A obra é uma releitura de histórias do Antigo Testamento do ponto de vista das mulheres.

## Obras
- 2014 - no início (contos) - Ed. Patuá